# هنریک بادئیان
هنریک بابکنی بادئیان (ارمنی: Հենրիկ Բաբկենի Բադեյան) یک سیاستمدار اهل ارمنستان بود که از تاریخ ۱۹۸۸ تا تاریخ ۱۹۹۱ سمت وزیر ارتباطات ارمنستان شوروی را برعهده داشت.

## یادداشت
1. ↑  ՀՀ ավտոմոբիլային տրանսպորտի նախարար
2. ↑  ՀԽՍՀ ավտոմոբիլային տրանսպորտի նախարար